# Allison Janney
Allison Brooks Janney  (Boston; 19 de noviembre de 1959) es una actriz estadounidense. 
Janney, ha recibido numerosos reconocimientos, entre ellos un Premio de la Academia, siete Premios Primetime Emmy, un Premios BAFTA, un Premios Globo de Oro, siete Premios del Sindicato de Actores, seis Premios de la Crítica Cinematográfica, dos Premios Drama Desk y un Premio Espíritu Independiente.
Nacida en Boston, Massachusetts, y criada en Dayton, Ohio, Janney ganó una beca para estudiar en la Real Academia de Arte Dramático en el verano de 1984, luego de graduarse de Kenyon College. Después de años de apariciones menores y no acreditadas en cine y televisión, el avance de Janney se produjo con su interpretación de la secretaria de prensa de la Casa Blanca (más tarde jefa de personal de la Casa Blanca) CJ Cregg en el drama político de la NBC The West Wing (1999-2006), por el cual recibió cuatro Primetime Emmy Awards. El personaje fue muy popular durante la emisión de la serie y más tarde fue reconocido como uno de los mejores personajes femeninos en la televisión estadounidense, además de ser considerado como un modelo de rol feminista. En 2014, ganó el Premio Primetime Emmy a la Mejor Actriz Invitada en una Serie de Drama por su papel de Margaret Scully en el drama de Showtime Masters of Sex. Desde 2013, interpreta a la adicta a la recuperación cínica Bonnie Plunkett en la comedia de CBS Mom, cuya actuación en el programa le ha valido cinco nominaciones consecutivas a los Premios Primetime Emmy y ha ganado dos Premios Primetime Emmy a la Mejor Actriz de Reparto en una Serie de Comedia.
Janney hizo su debut profesional con el Off-Broadway de producción Damas y siguió con numerosos pequeños papeles en varias producciones similares, antes de hacer su debut en Broadway en la reactivación de Present Laughter en 1996. Ganó los Drama Desk Awards y recibió nominaciones a los premios Tony por sus actuaciones en el renacimiento de Broadway de A View from the Bridge  en 1997, y la producción original de Broadway del musical  9 a 5 en 2009.
Sus papeles en el cine incluyen Private Parts (1997), Primary Colors (1998), 10 Things I Hate About You (1999), Drop Dead Gorgeous (1999), American Beauty (1999), The Hours (2002), Hairspray (2007), Juno (2007), The Help (2011), The Way, Way Back (2013), Tammy (2014), Spy (2015), Tallulah (2016) y The Girl on the Train (2016). En 2017, su actuación como LaVona Golden en la película biográfica de comedia negra I, Tonya obtuvo el reconocimiento generalizado y le valió el Premio de la Academia a la Mejor Actriz de Reparto , además del Globo de Oro, SAG, Critics 'Choice, Independent Spirit y el Premio BAFTA a la Mejor Actriz de Reparto.

## Biografía
Allison Janney nació en Boston pero creció en Dayton (Ohio), hija de una exactriz y ama de casa llamada Macy y de un promotor inmobiliario y músico de jazz llamado Jervis Spencer Janney. Tiene dos hermanos mayores llamados Hay y Hal. Estudió en la escuela Miami Valley School de Dayton, de la que fue nombrada alumna distinguida en 2004. Luego estudió en Kenyon College, el mismo donde lo había hecho tiempo atrás el actor Paul Newman. Tiempo después se marchó a estudiar teatro en el Neighborhood Playhouse de Nueva York, donde coincidió con el actor Dylan McDermott. Tras esto, terminó sus estudios en la Royal Academy of Dramatic Arts de Londres.

### Carrera cinematográfica
Ha participado en películas de tanto éxito como American Beauty, que obtuvo el premio del Sindicato de Actores al mejor reparto, La tormenta perfecta o Primary Colors e incluso ha prestado su voz en cintas de animación como Buscando a Nemo donde interpretaba el papel de la estrella de mar del Acuario. De todos modos, su papel más notable ha sido el de C. J. Cregg en el drama The West Wing.
En 2013 participó en la serie Masters of Sex, por la que ganó un Emmy de actriz invitada en 2014; y desde 2013 protagoniza la comedia Mom, papel que le ha granjeado un Emmy en 2014.

## Filmografía completa

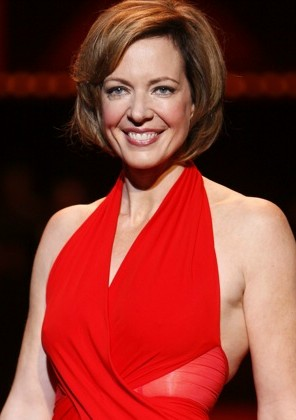
Allison Janney en 2008.

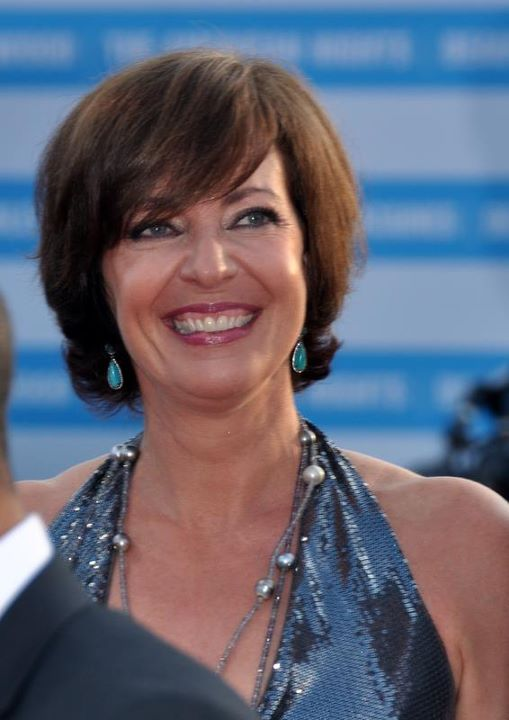
Allison Janney en 2011.

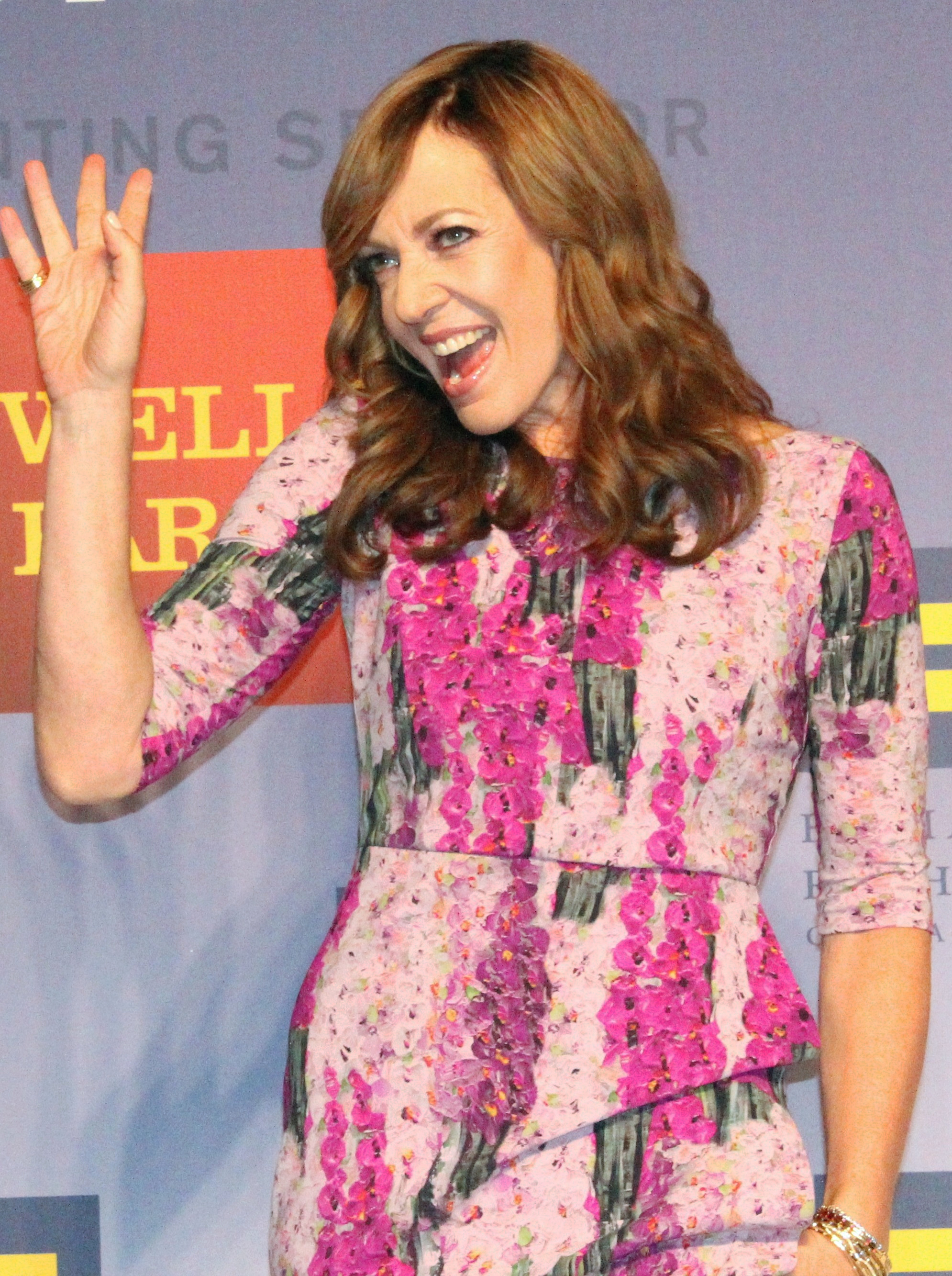
Allison Janney en 2014.

### Cine
| Año  | Título                                      | Papel                                                            |
| ---- | ------------------------------------------- | ---------------------------------------------------------------- |
| 1989 | Who Shot Patakango?                         | Miss Penny                                                       |
| 1994 | Dead Funny                                  | Jennifer                                                         |
| 1994 | The Cowboy Way                              | operadora de ordenador del departamento de policía de Nueva York |
| 1994 | Wolf                                        | Invitada en la fiesta                                            |
| 1994 | Miracle on 34th Street                      | Mujer en la tienda                                               |
| 1995 | Heading Home                                | Mary Polanski                                                    |
| 1996 | Flux                                        | Heather                                                          |
| 1996 | Rescuing Desire                             | Betsy                                                            |
| 1996 | Walking and Talking                         | Gum Puller                                                       |
| 1996 | Big Night                                   | Ann                                                              |
| 1996 | Faithful                                    | Vendedora                                                        |
| 1996 | The Associate                               | Sandy                                                            |
| 1997 | Anita Liberty (cortometraje)                | Ginecóloga                                                       |
| 1997 | Private Parts                               | Dee Dee                                                          |
| 1997 | The Ice Storm                               | Dot Halford                                                      |
| 1997 | Julian Po                                   | Lilah Leech                                                      |
| 1998 | Primary Colors                              | Señorita Walsh                                                   |
| 1998 | The Object of My Affection                  | Constance Miller                                                 |
| 1998 | The Impostors                               | Maxine                                                           |
| 1998 | Six Days, Seven Nights                      | Marjorie                                                         |
| 1998 | Celebrity                                   | Evelyn Isaacs                                                    |
| 1999 | 10 Things I Hate About You                  | Señora Perky                                                     |
| 1999 | Drop Dead Gorgeous                          | Loretta                                                          |
| 1999 | American Beauty                             | Barbara Fitts                                                    |
| 1999 | The Debtors                                 |                                                                  |
| 2000 | Leaving Drew (cortometraje)                 | Paula                                                            |
| 2000 | Auto Motives (cortometraje)                 | Gretchen                                                         |
| 2000 | Nurse Betty                                 | Lyla Branch                                                      |
| 2000 | Rooftop Kisses (cortometraje)               | Melissa                                                          |
| 2002 | The Hours                                   | Sally Lester                                                     |
| 2003 | Finding Nemo                                | Peach (Voz)                                                      |
| 2003 | How to Deal                                 | Lydia Martín                                                     |
| 2003 | Chicken Party (cortometraje)                | Barbara Strasser                                                 |
| 2004 | Piccadilly Jim                              | Eugenia Crocker                                                  |
| 2004 | Winter Solstice                             | Molly Ripkin                                                     |
| 2005 | Strangers with Candy                        | Alice                                                            |
| 2005 | The Chumscrubber                            | Allie Stifle                                                     |
| 2005 | Our Very Own                                | Joan Whitfield                                                   |
| 2006 | Over the Hedge                              | Gladys Sharp (Voz)                                               |
| 2007 | Hairspray                                   | Prudy Pingleton                                                  |
| 2007 | Juno                                        | Brenda "Bren" MacGuff                                            |
| 2008 | Pretty Ugly People                          | Suzanna                                                          |
| 2008 | Prop 8: The Musical                         | Prop 8 leader's esposa                                           |
| 2009 | Away We Go                                  | Lily                                                             |
| 2009 | Life During Wartime                         | Trish Maplewood                                                  |
| 2011 | Margaret                                    | Monica Patterson                                                 |
| 2011 | A Thousand Words                            | Samantha Davis                                                   |
| 2011 | The Help                                    | Charlotte Phelan                                                 |
| 2012 | The Oranges                                 | Cathy Ostroff                                                    |
| 2012 | Struck by lightning                         | Sheryl Phillips                                                  |
| 2012 | Liberal Arts                                | Profesora Judith Fairfield                                       |
| 2013 | The Way, Way Back                           | Betty Thompson                                                   |
| 2013 | Days and Nights                             | Elizabeth                                                        |
| 2013 | Bad Words                                   | Dra. Bernice Deagan                                              |
| 2013 | Trust Me                                    | Meg                                                              |
| 2013 | Brightest Star                              | Astrónoma                                                        |
| 2014 | Tammy                                       | Deb                                                              |
| 2014 | Mr. Peabody & Sherman                       | Mrs. Grunion (Voz)                                               |
| 2014 | The Rewrite                                 | Prof. Mary Weldon                                                |
| 2014 | Get on Up                                   | Kathy                                                            |
| 2015 | The Duff                                    | Dottie Piper                                                     |
| 2015 | Spy                                         | Elaine Crocker                                                   |
| 2015 | Minions                                     | Madge Nelson (Voz)                                               |
| 2016 | Tallulah                                    | Margaret "Margo" Mooney                                          |
| 2016 | Finding Dory                                | Peach (Voz)                                                      |
| 2016 | Miss Peregrine's Home for Peculiar Children | Dra. Nancy Golan / Mr. Barron                                    |
| 2016 | The Girl on the Train                       | Detective Riley                                                  |
| 2017 | A Happening of Monumental Proportions       | Directora Nichols                                                |
| 2017 | Sun Dogs                                    | Rose Chipley                                                     |
| 2017 | I, Tonya                                    | LaVona Golden                                                    |
| 2019 | El escándalo                                | Susan Estrich                                                    |
| 2019 | Ma                                          | Dr. Brooks                                                       |
| 2019 | The Addams Family                           | Margaux Needler (Voz)                                            |
| 2019 | Bad Education                               | Palm Gluckin                                                     |
| 2019 | Troop Zero                                  | Miss Massey                                                      |
| 2021 | Breaking News in Yuba County                | Sue Buttons                                                      |
| 2022 | Lou                                         | Lou                                                              |
| 2022 | To Leslie                                   | Nancy                                                            |
| 2023 | The Creator                                 | Coronel Howell                                                   |
| 2025 | Everything's Going to Be Great              | Macy Smart                                                       |

### Televisión
| Año            | Título                                                               | Papel                                                       | Notas                                                                                                |
| -------------- | -------------------------------------------------------------------- | ----------------------------------------------------------- | --- |
| 1991           | Morton & Hayes                                                       | Beatrice Caldicott-Hayes                                    | Serie de televisión; 2 episodios                                                                     |
| 1992           | Law & Order                                                          | Nora                                                        | Serie de televisión; episodio "Star Struck"                                                          |
| 1993           | Blind Spot                                                           | Doreen                                                      | Película para televisión                                                                             |
| 1993–1995      | Guiding Light                                                        | Ginger                                                      | Serie de televisión                                                                                  |
| 1994           | Law & Order                                                          | Ann Madsen                                                  | Serie de televisión; episodio "Old Friends"                                                          |
| 1995           | The Wright Verdicts                                                  | Alice Klein                                                 | Serie de televisión; episodio "Sins of the Father"                                                   |
| 1995           | New York Undercover                                                  | Vivian                                                      | Serie de televisión; episodio "Digital Underground"                                                  |
| 1996           | Aliens in the Family                                                 | Directora Sherman                                           | Serie de televisión; episodio "A Very Brody Tweeznax"                                                |
| 1996           | Cosby                                                                | Enfermera en pediatría                                      | Serie de televisión; episodio "Happily Ever Hilton"                                                  |
| 1997           | ...First Do No Harm                                                  | Dra. Melanie Abbasac                                        | Película para televisión                                                                             |
| 1997           | Path to Paradise: The Untold Story of the World Trade Center Bombing | Ayudante del fiscal de distrito                             | Película para televisión                                                                             |
| 1998           | David and Lisa                                                       | Alix                                                        | Película para televisión                                                                             |
| 1999           | LateLine                                                             | Helen Marschant                                             | Serie de televisión; episodio "The Minister of Television"                                           |
| 1999–2006      | The West Wing                                                        | C. J. Cregg                                                 | Serie de televisión; 145 episodios                                                                   |
| 2000           | A Girl Thing                                                         | Kathy McCormack                                             | Película para televisión                                                                             |
| 2000–2003      | Scruff                                                               | Holly (Voz)                                                 | Serie de televisión                                                                                  |
| 2001–2002      | Frasier                                                              | Phyllis (Voz) / Susanna                                     | Serie de televisión; 2 episodios                                                                     |
| 2003           | King of the Hill                                                     | Laura                                                       | Serie de televisión; episodio "Full Metal Dust Jacket"                                               |
| 2005           | Weeds                                                                | Ms. Greenstein                                              | Serie de televisión; episodio "Lude Awakening"                                                       |
| 2007           | Two and a Half Men                                                   | Beverly                                                     | Serie de televisión; episodio "My Damn Stalker"                                                      |
| 2007           | Studio 60 on the Sunset Strip                                        | Ella misma                                                  | Serie de televisión; episodio "The Disaster Show"                                                    |
| 2008–2013      | Phineas and Ferb                                                     | Charlene Doofenshmirtz (Voz)                                | Serie de televisión; 9 episodios                                                                     |
| 2010–2015      | Family Guy                                                           | Mistress Vita / Crystal Quagmire / Teen People Editor (Voz) | Serie de televisión; 3 episodios                                                                     |
| 2010           | Lost                                                                 | "Mother"                                                    | Serie de televisión; episodio " Across the Sea"                                                      |
| 2010           | In Plain Sight                                                       | Allison Pearson                                             | Serie de televisión; 2 episodios                                                                     |
| 2011           | Glenn Martin, DDS                                                    | Marcia                                                      | Serie de televisión; episodio "GlennHog Day"                                                         |
| 2011           | Mr. Sunshine                                                         | Crystal Cohen                                               | Serie de televisión; 12 episodios                                                                    |
| 2012           | The Big C                                                            | Rita Strauss                                                | Serie de televisión; episodio "Life Rights"                                                          |
| 2012           | Robot Chicken                                                        | Grammi Gummi / Mujer (Voz)                                  | Serie de televisión; episodio "In Bed Surrounded by Loved Ones"                                      |
| 2013           | Veep                                                                 | Janet Ryland                                                | Serie de televisión; episodio "First Response"                                                       |
| 2013–2015      | Masters of Sex                                                       | Margaret Scully                                             | Serie de televisión; 9 episodios                                                                     |
| 2013–2021      | Mom                                                                  | Bonnie Plunkett                                             | Serie de televisión; personaje principal                                                             |
| 2014           | Web Therapy                                                          | Judith Frick                                                | Serie de televisión; 2 episodios                                                                     |
| 2016           | The Simpsons                                                         | Julia (Voz)                                                 | Serie de televisión; episodio " Friends and Family"                                                  |
| 2016           | Comedy Bang! Bang!                                                   | Ella misma                                                  | Serie de televisión; episodio "Allison Janney Wears a Chambray Western Shirt and Suede Fringe Boots" |
| 2017           | F is for Family                                                      | Henrietta Van Horne (Voz)                                   | Serie de televisión; 3 episodios                                                                     |
| 2017           | Nobodies                                                             | Ella misma                                                  | Serie de televisión; 2 episodios                                                                     |
| 2017           | American Dad!                                                        | Jessie (Voz)                                                | Serie de televisión; episodio "Family Plan"                                                          |
| 2018           | DuckTales                                                            | Goldie O'Gilt (Voz)                                         | Serie de televisión; episodio "The Golden Lagoon of White Agony Plains!"                             |
| 2024-pressente | Palm Royale                                                          | Evelyn Rollins                                              | Serie de televisión, Principal                                                                       |

## Premios y nominaciones

### Cine
| Premios Óscar | Premios Óscar           | Premios Óscar    | Premios Óscar | Premios Óscar |
| Año           | Categoría               | Trabajo Nominado | Resultado     | Ref.          |
| ------------- | ----------------------- | ---------------- | ------------- | ------------- |
| 2018          | Mejor actriz de reparto | I, Tonya         | Ganadora      |               |

| Premios BAFTA | Premios BAFTA           | Premios BAFTA    | Premios BAFTA | Premios BAFTA |
| Año           | Categoría               | Trabajo Nominado | Resultado     | Ref.          |
| ------------- | ----------------------- | ---------------- | ------------- | ------------- |
| 2018          | Mejor actriz de reparto | I, Tonya         | Ganadora      | [ 5 ]         |

| Premios Globo de Oro | Premios Globo de Oro    | Premios Globo de Oro | Premios Globo de Oro | Premios Globo de Oro |
| Año                  | Categoría               | Trabajo Nominado     | Resultado            | Ref.                 |
| -------------------- | ----------------------- | -------------------- | -------------------- | -------------------- |
| 2018                 | Mejor actriz de reparto | I, Tonya             | Ganadora             | [ 6 ]                |

| Premios del Sindicato de Actores | Premios del Sindicato de Actores | Premios del Sindicato de Actores | Premios del Sindicato de Actores | Premios del Sindicato de Actores |
| Año                              | Categoría                        | Trabajo Nominado                 | Resultado                        | Ref.                             |
| -------------------------------- | -------------------------------- | -------------------------------- | -------------------------------- | -------------------------------- |
| 2000                             | Mejor reparto                    | American Beauty                  | Ganadora                         | [ 7 ]                            |
| 2003                             | Mejor reparto                    | The Hours                        | Nominada                         | [ 8 ]                            |
| 2008                             | Mejor reparto                    | Hairspray                        | Nominada                         | [ 9 ]                            |
| 2012                             | Mejor reparto                    | The Help                         | Ganadora                         | [ 10 ]                           |
| 2018                             | Mejor actriz de reparto          | I, Tonya                         | Ganadora                         | [ 11 ]                           |

### Televisión
| Premios Primetime Emmy | Premios Primetime Emmy                     | Premios Primetime Emmy | Premios Primetime Emmy | Premios Primetime Emmy |
| Año                    | Categoría                                  | Trabajo Nominado       | Resultado              | Ref.                   |
| ---------------------- | ------------------------------------------ | ---------------------- | ---------------------- | ---------------------- |
| 2000                   | Mejor actriz de reparto - Serie dramática  | The West Wing          | Ganadora               | [ 12 ]                 |
| 2001                   | Mejor actriz de reparto - Serie dramática  | The West Wing          | Ganadora               | [ 12 ]                 |
| 2002                   | Mejor actriz - Serie dramática             | The West Wing          | Ganadora               | [ 12 ]                 |
| 2003                   | Mejor actriz - Serie dramática             | The West Wing          | Nominada               | [ 12 ]                 |
| 2004                   | Mejor actriz - Serie dramática             | The West Wing          | Ganadora               | [ 12 ]                 |
| 2006                   | Mejor actriz - Serie dramática             | The West Wing          | Nominada               | [ 12 ]                 |
| 2014                   | Mejor actriz de reparto - Serie de comedia | Mom                    | Ganadora               | [ 12 ]                 |
| 2014                   | Mejor actriz invitada - Serie dramática    | Masters of Sex         | Ganadora               | [ 12 ]                 |
| 2015                   | Mejor actriz de reparto - Serie de comedia | Mom                    | Ganadora               | [ 12 ]                 |
| 2015                   | Mejor actriz invitada - Serie dramática    | Masters of Sex         | Nominada               | [ 12 ]                 |
| 2016                   | Mejor actriz de reparto - Serie de comedia | Mom                    | Nominada               | [ 12 ]                 |
| 2016                   | Mejor actriz invitada - Serie dramática    | Masters of Sex         | Nominada               | [ 12 ]                 |
| 2017                   | Mejor actriz - Serie de comedia            | Mom                    | Nominada               | [ 12 ]                 |

| Premios Globo de Oro | Premios Globo de Oro                                    | Premios Globo de Oro | Premios Globo de Oro | Premios Globo de Oro |
| Año                  | Categoría                                               | Trabajo Nominado     | Resultado            | Ref.                 |
| -------------------- | ------------------------------------------------------- | -------------------- | -------------------- | -------------------- |
| 2001                 | Mejor actriz de reparto de serie, miniserie o telefilme | The West Wing        | Nominada             | [ 6 ]                |
| 2002                 | Mejor actriz de reparto de serie, miniserie o telefilme | The West Wing        | Nominada             | [ 6 ]                |
| 2003                 | Mejor actriz - Serie dramática                          | The West Wing        | Nominada             | [ 6 ]                |
| 2004                 | Mejor actriz - Serie dramática                          | The West Wing        | Nominada             | [ 6 ]                |
| 2015                 | Mejor actriz de reparto de serie, miniserie o telefilme | Mom                  | Nominada             | [ 6 ]                |

| Premios del Sindicato de Actores | Premios del Sindicato de Actores | Premios del Sindicato de Actores | Premios del Sindicato de Actores | Premios del Sindicato de Actores |
| Año                              | Categoría                        | Trabajo Nominado                 | Resultado                        | Ref.                             |
| -------------------------------- | -------------------------------- | -------------------------------- | -------------------------------- | -------------------------------- |
| 2001                             | Mejor reparto - Serie dramática  | The West Wing                    | Ganadora                         | [ 13 ]                           |
| 2001                             | Mejor actriz - Serie dramática   | The West Wing                    | Ganadora                         | [ 13 ]                           |
| 2002                             | Mejor reparto - Serie dramática  | The West Wing                    | Ganadora                         | [ 14 ]                           |
| 2002                             | Mejor actriz - Serie dramática   | The West Wing                    | Ganadora                         | [ 14 ]                           |
| 2003                             | Mejor reparto - Serie dramática  | The West Wing                    | Nominada                         | [ 8 ]                            |
| 2003                             | Mejor actriz - Serie dramática   | The West Wing                    | Nominada                         | [ 8 ]                            |
| 2004                             | Mejor reparto - Serie dramática  | The West Wing                    | Nominada                         | [ 15 ]                           |
| 2004                             | Mejor actriz - Serie dramática   | The West Wing                    | Nominada                         | [ 15 ]                           |
| 2005                             | Mejor reparto - Serie dramática  | The West Wing                    | Nominada                         | [ 16 ]                           |
| 2005                             | Mejor actriz - Serie dramática   | The West Wing                    | Nominada                         | [ 16 ]                           |
| 2006                             | Mejor reparto - Serie dramática  | The West Wing                    | Nominada                         | [ 17 ]                           |

### Teatro
| Premios Tony | Premios Tony                                 | Premios Tony           | Premios Tony | Premios Tony |
| Año          | Categoría                                    | Trabajo Nominado       | Resultado    | Ref.         |
| ------------ | -------------------------------------------- | ---------------------- | ------------ | ------------ |
| 1998         | Mejor actriz principal en una obra de teatro | A View from the Bridge | Nominada     |              |
| 2009         | Mejor actriz principal en un musical         | 9 to 5                 | Nominada     |              |